# Salvador Seguí Pérez
|  | Aquest article tracta sobre el músic valencià. Si cerqueu l'anarcosindicalista català, vegeu «Salvador Seguí Rubinat». |

Salvador Seguí Pérez (Massanassa, 1939 - 2004) fou un músic valencià, catedràtic de solfeig i teoria de la música al Conservatori Superior de València, compositor del Cos Nacional de Directors de Bandes Civils, investigador del folklore valencià, crític, filòsof, doctor, promotor i organitzador de festivals, cursos i certàmens musicals. Els darrers anys va dirigir el Conservatori Superior de Castelló que porta el seu nom.
Salvador Seguí fou premi extraordinari final d'estudis en composició musical i piano, també es llicencià en filosofia i doctorà en filosofia i ciències de l'educació. Deixeble dels mestres Palau i Magenti, fou becat per la Diputació de València per a estudiar a la prestigiosa Academia Musical Chigiana de Siena (Itàlia) i amplia estudis a l'Ecole Normale de la Musique de París.
Incansable investigador del folklore valencià, Salvador Seguí va fer possible la recollida de la música popular, el treball de la qual es va publicar en tres Cançoners (Alacant -1974-, València -1980- i Castelló -1990-), així com les "Danses del Corpus Valencià" -1978- o "Cançons valencianes per a l'escola" (1990). Quant a la seua labor didàctica va abastar temes de teoria i de llenguatge musical, vigents fins ara per als estudiosos.
La seua vessant com a promotor i organitzador d'activitats musicals ha estat molt prolífica amb importants festivals que continuen organitzant-se com el de Música de Cambra de Montserrat, el de Composició de Sogorb, la Setmana de Música Sacra de Benidorm o el Festival Música i Festa de Massanassa, el seu poble natal.
Entre els reconeixements a la seua persona destaca el títol de Cavaller de l'Ordre de les Arts i les Lletres atorgat pel govern francès o l'insignia d'or de la Federació Internacional de Joventuts Musicals. Els municipis de Montserrat (Ribera Alta) i Sogorb (Alt Palància) l'han nomenat fill adoptiu de la ciutat.